# Đèo Phú Hiệp
Đèo Phú Hiệp là một con đèo ngắn nằm trên trục đường Quốc lộ 20 thuộc địa phận huyện Di Linh, Lâm Đồng. Đèo nổi tiếng vì trồng nhiều hoa dã quỳ.

## Khoảng cách
- Đèo cách trung tâm thành phố Bảo Lộc khoảng 62 km.
- Đèo cách trung tâm Thành phố Hồ Chí Minh khoảng 249 km.
- Đèo cách tỉnh Đồng Nai khoảng  97 km.
- Đèo cách trung tâm thành phố Đà Lạt khoảng 58 km